# Mateo Reinal
Mateo Reinal, mencionado también como Reynal, Rinal, Raynal o Bernal (? - Burgos, 2 de octubre de 1259) fue un eclesiástico castellano, obispo de Salamanca, de Cuenca y de Burgos.

| Predecesor: Martín Fernández | Obispo de Salamanca 1246-1247 | Sucesor: Pedro II                     |
| Predecesor: Gonzalo Ibáñez   | Obispo de Cuenca 1247 - 1257  | Sucesor: Rodrigo                      |
| Predecesor: Aparicio         | Obispo de Burgos 1258 - 1259  | Sucesor: Martín González de Contreras |